# Колвилл (Юта)
Колвилл (англ. Coalville) — город в штате Юта (США). Административный центр округа Саммит. По данным переписи за 2010 год число жителей города составляло 1363 человека.

## Географическое положение
По данным Бюро переписи населения США город имеет общую площадь в 8,4 км² (суша — 7,4 км², вода — 1,0 км²). Колвилл находится на пересечении двух долин рек Чалк и Вебер.

## История

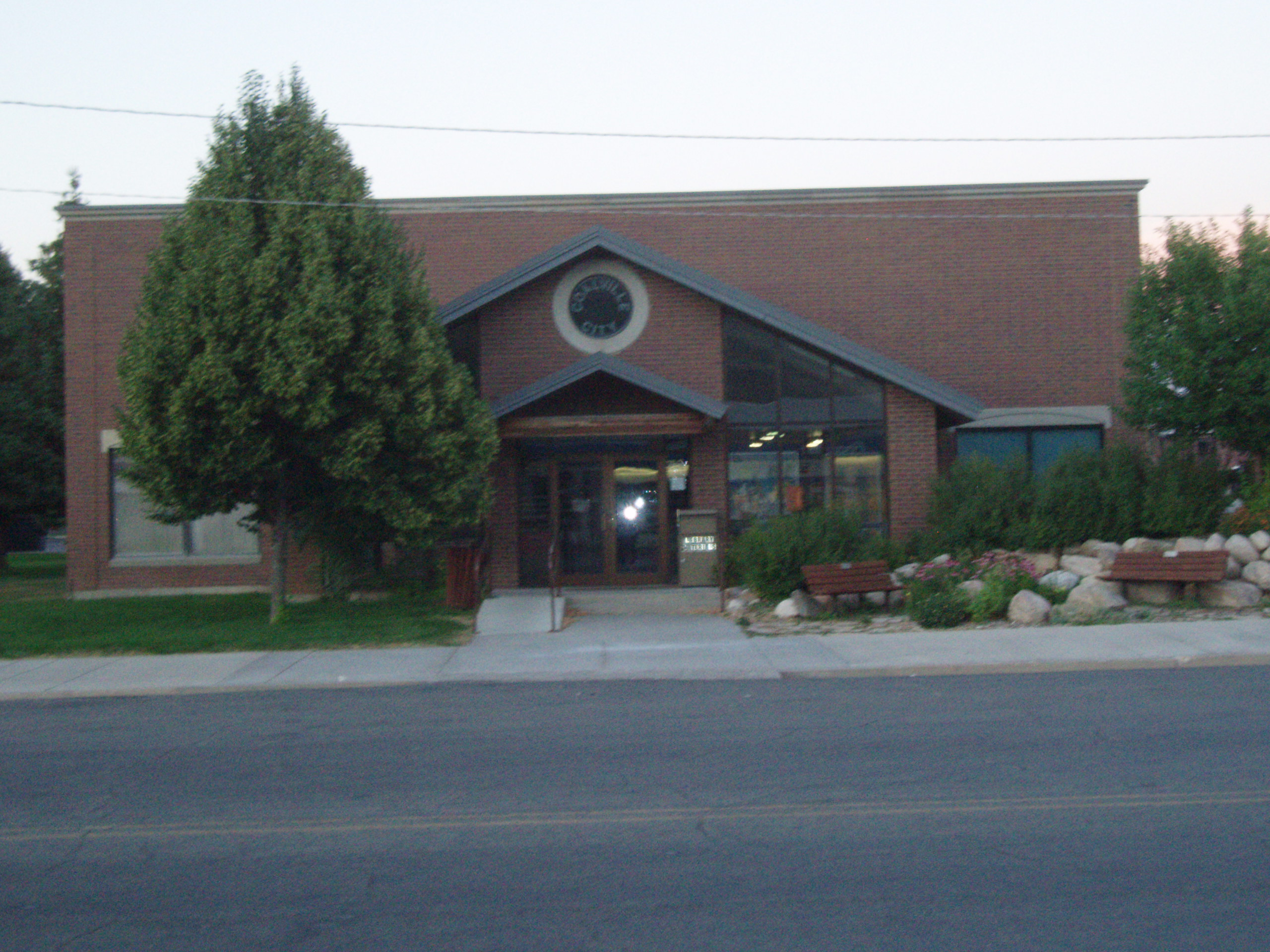
Мэрия города

Ранняя история округа Саммит во многом определяется пешеходной тропой по каньону Эко, через которую проходили эмигранты на запад. Осенью 1858 года Уильям Смит остановился в лагере около Чалк-Крик. Он заметил, что зёрна, оброненные другими поселенцами, дали проростки. Следующей весной Смит убедил ещё двух поселенцев из Солт-Лейк-Сити заселить территорию. Новое поселение было названо Чалк-Крик, но после обнаружения вблизи города угля, он был переименован в Колвилл. За следующие несколько десятилетий поселенцы открыли несколько шахт вдоль каньона. До 1873 года уголь возили в Солт-Лейк-Сити на волах, затем к шахтам провели железную дорогу. В 1861 году построили мельницу, в 1865 году открылась школа. В 1867 году город был инкорпорирован. В 1871 году в Колвилле построили здание окружного суда.

## Население
По данным переписи 2010 года население Колвилла составляло 1363 человека (из них 50,7 % мужчин и 49,3 % женщин), в городе было 453 домашних хозяйств и 345 семьи. На территории города было расположено 505 построек со средней плотностью 68,2 построек на один квадратный километр суши. Расовый состав: белые — 82,9 %, азиаты — 0,3 %, коренные американцы — 1,1 %.
Население города по возрастному диапазону по данным переписи 2010 года распределилось следующим образом: 31,5 % — жители младше 18 лет, 3,9 % — между 18 и 21 годами, 54,5 % — от 21 до 65 лет и 10,1 % — в возрасте 65 лет и старше. Средний возраст населения — 31,1 лет. На каждые 100 женщин в Колвилле приходилось 102,8 мужчин, при этом на 100 совершеннолетних женщин приходилось уже 101,9 мужчин сопоставимого возраста.
Из 453 домашних хозяйств 76,2 % представляли собой семьи: 62,3 % совместно проживающих супружеских пар (31,3 % с детьми младше 18 лет); 7,5 % — женщины, проживающие без мужей и 6,4 % — мужчины, проживающие без жён. 23,8 % не имели семьи. В среднем домашнее хозяйство ведут 3,01 человека, а средний размер семьи — 3,46 человека. В одиночестве проживали 20,5 % населения, 8,8 % составляли одинокие пожилые люди (старше 65 лет).

## Экономика
В 2014 году из 1088 человека старше 16 лет имели работу 743. При этом мужчины имели медианный доход в 49 097 долларов США в год против 32 115 долларов среднегодового дохода у женщин. В 2014 году медианный доход на семью оценивался в 61 250 $, на домашнее хозяйство — в 59 309 $. Доход на душу населения — 20 619 $ в год.